# Einschwimmen der Waldschlößchenbrücke

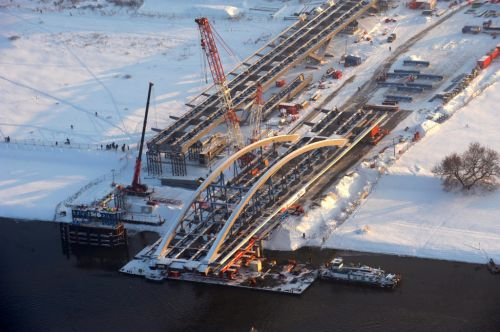
Einschwimmen der Waldschlößchenbrücke in Dresden, Dezember 2010

Das Einschwimmen der Waldschlößchenbrücke, die in Dresden die Elbe überquert, erfolgte im Dezember 2010 auf eine besondere, nicht allgemein übliche Art. Genauer handelte es sich um das Einschwimmen des stählernen Tragwerks der Strombrücke an ihren endgültigen Platz zwischen den bereits montierten Vorlandbrücken.

## Ausgangssituation

### Verzögerung durch fehlendes Planfeststellungsverfahren
Als die Bauarbeiten an der insgesamt 636 m langen Waldschlößchenbrücke nach den vielfältigen Verzögerungen durch den Dresdner Brückenstreit schließlich im November 2007 begannen, war geplant, den Mittelteil der Brücke Anfang 2010 einzuschwimmen. Da für die Pontons der geschützte Elbgrund ausgebaggert werden musste und die Stadt den dazu erforderlichen Planfeststellungsbeschluss nicht rechtzeitig eingeholt hatte, musste das Einschwimmen auf Ende 2010 verschoben werden. Die Verschiebung um fast ein Jahr war notwendig, da der Wasserstand der Elbe während des Verschiebens des Mittelteils vom Ufer auf die Pontons nur um maximal 5 cm schwanken durfte, ein Zustand, der sich nur im Winter und in enger Zusammenarbeit insbesondere mit den am Oberlauf der Elbe gelegenen tschechischen Talsperren erreichen ließ.

### Vorbereitende Montagen
Während der erzwungenen Unterbrechung wurden deshalb die beiden Vorlandbrücken über die an dieser Stelle sehr weiten Elbauen so weit vorbereitet, dass ihre stählernen Tragwerke bis dicht an das Ufer der Elbe reichten, aber noch nicht ihre endgültige Länge von 275 m bzw. 214 m erreicht hatten.
Das Tragwerk der Strombrücke wurde auf dem linken Hochwasserbett parallel zur Vorlandbrücke und ca. 60 m flussabwärts montiert. Es bestand aus den beiden Brückenbögen und den eingehängten Trägern des Brückendecks, die landseitig um mehrere Meter aus den Brückenbögen hinausragten. Den Brückenbögen fehlten allerdings noch die Segmente unter dem Brückendeck, mit denen sie sich im Endzustand auf die Widerlager im Boden der Flussauen abstützen würden. Im Montagezustand war die Strombrücke daher als Stabbogenbrücke ausgebildet, um ihr die für das Einschwimmverfahren notwendige Steifigkeit zu geben. Dazu wurde sie außerdem mit einem provisorischen Stahlgerüst innerhalb ihrer Bögen an der Stelle versteift, an der die Bögen auf das beim Verschieben verwendete Traggerüst aufgesetzt werden sollten. In diesem Zustand hatte das Brückenelement eine Länge von rund 140 Meter und ein Gewicht von 1800 Tonnen.
Im Flussbett wurden knapp vor den Ufern Gerüsttürme als provisorische Brückenpfeiler errichtet, auf die die Strombrücke zum Abschluss der Verschiebung abgelegt werden sollte.
Vor der Montage der Strombrücke war unter ihrer uferseitigen Hälfte eine Verschiebebahn aus einem horizontal liegenden Fachwerk eingerichtet worden. In die Zwischenräume an beiden Enden des Tragwerks der Strombrücke wurden Hebegerüste mit Litzenhebern errichtet. Neben der Strombrücke wurden ein Vorschubschlitten mit einem hohen Traggerüst und ein Vorschubwagen bereitgestellt. Als Vorschubwagen setzte Mammoet SPMTs ein, auf denen vier Gruppen von je zwei aufeinandergestapelten handelsüblichen 20-Fuß-Containern befestigt waren, die den landseitigen Teil der Strombrücke tragen sollten. Deshalb wurde der Vorschubwagen auch Containerwagen genannt.

## Einschwimmverfahren

### Anheben der Strombrücke

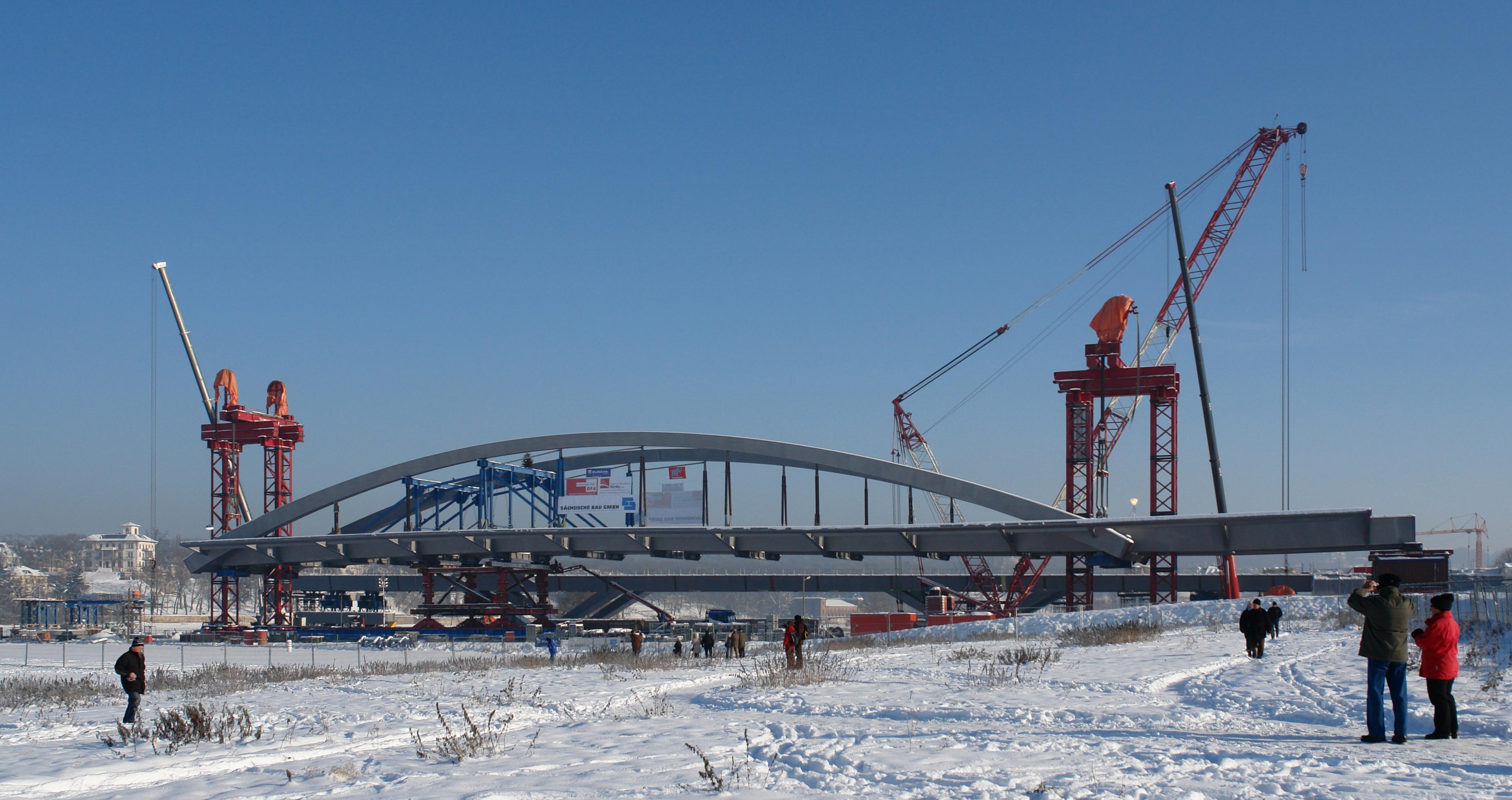
Die Strombrücke mit dem internen Stahlgerüst (blau) und den Hebegerüsten (rot)

Zunächst wurde das Tragwerk der Strombrücke mit Hilfe der Litzenheber an den Hebegerüsten um etwa 10 m angehoben. Anschließend wurde der bereitstehende Vorschubschlitten mit dem Traggerüst unter die flussseitige Hälfte der Strombrücke auf die Verschiebebahn und der Vorschubwagen (Containerwagen) unter die landseitig aus den Brückenbögen hinausragenden Träger gefahren und schließlich die Strombrücke auf dem Traggerüst und dem Vorschubwagen abgesetzt. Die Windgeschwindigkeit durfte während dieses Vorgangs 28 km/h nicht überschreiten, um das exakte Absetzen nicht zu gefährden. Die Hebegerüste mit den Litzenhebern konnten danach abgebaut und entfernt werden.

### Vorschub zum Ufer
Der Vorschubschlitten mit der Strombrücke auf seinem Traggerüst wurde anschließend bis zum Ufer verschoben. Das landseitige Ende der Strombrücke wurde dabei von dem exakt mit der gleichen äußerst geringen Geschwindigkeit mitgeführten Vorschubwagen (Containerwagen) gestützt. Auf der Verschiebebahn als Gleitunterlagen verlegte Teflonplatten reduzierten die Reibung.
Infolge instabiler hydrometeorologischer Verhältnisse und entsprechender Warnhinweise der Repräsentanten der tschechischen Talsperren wurde das Einschwimmen um 10 Tage verschoben, bis damit gerechnet werden konnte, dass der Wasserspiegel innerhalb der Schwankungsbreite von maximal 5 cm gehalten werden konnte.

### Verschieben des Schlittens auf die Pontons

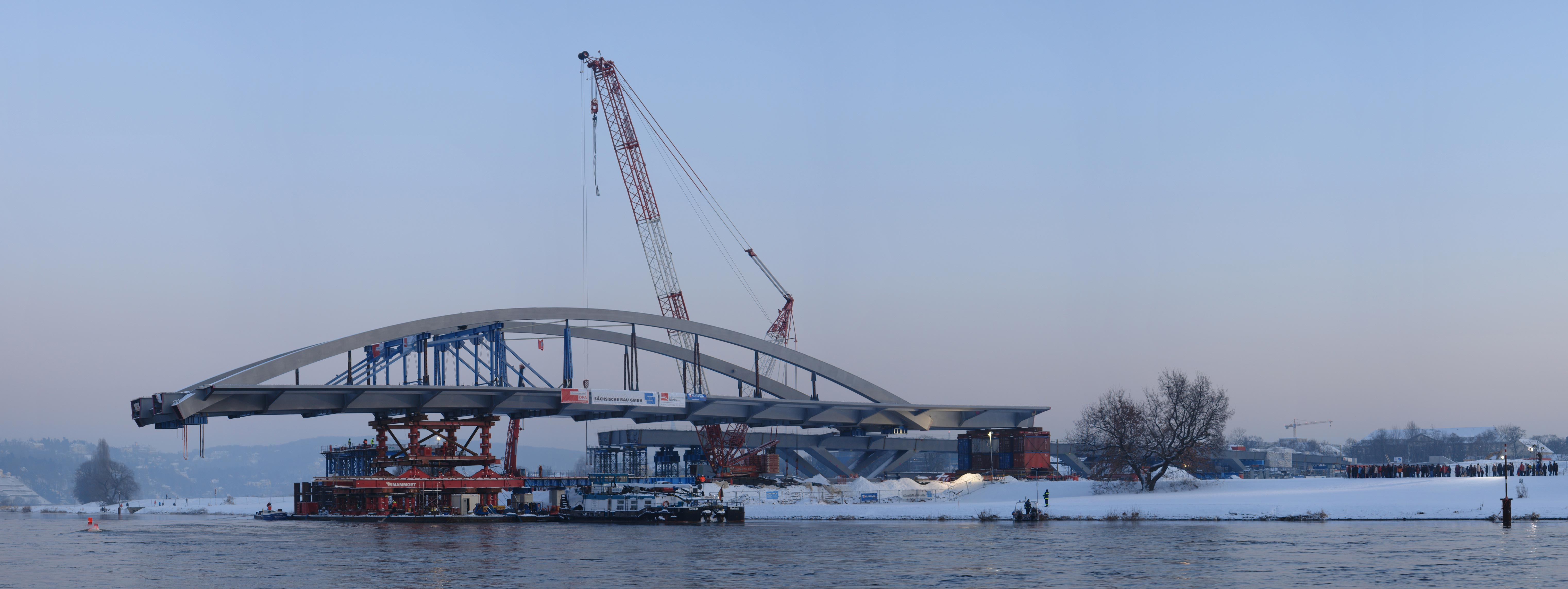
Einschwimmen der Strombrücke – Vorschubschlitten mit dem Traggerüst auf dem Ponton, Vorschubwagen auf dem Ufer

Am 17. und 18. Dezember 2010 war der Wasserspiegel so stabil, dass der Vorschubschlitten samt Traggerüst und Strombrücke auf zwei am Ufer befestigte Pontons geschoben und dort befestigt werden konnte. Wie bereits zuvor, wurde der Vorschubwagen (Containerwagen) mitgeführt, blieb aber an Land.

### Einschwimmen der Strombrücke
Am 19. Dezember folgte das eigentliche Einschwimmen, bei dem der Wasserspiegel bis zu 35 cm schwanken durfte, die Schwankung tatsächlich aber 2 cm nicht überstieg. Die Pontons wurden von einem Schubboot zunächst so weit quer zur Strömung in Richtung des anderen Ufers bewegt, dass der mitgeführte Vorschubwagen, der die landseitig über die Brückenbögen hinausragenden Träger stützte, kurz vor der Uferkante ankam.
Der Vorschubwagen, der mit seinen zahlreichen, einzeln gesteuerten und angetriebenen Rädern ohne Änderung seiner Position eine neue Fahrtrichtung einschlagen konnte, erhielt nun eine Fahrtrichtung flussaufwärts entlang des Ufers.
Anschließend bewegte das Schubboot die beiden Pontons ca. 60 m  flussaufwärts zur endgültigen Position der Strombrücke zwischen den Vorlandbrücken. Dabei musste der Abstand zu dem auf dem Ufer mit gleicher Geschwindigkeit mitfahrenden Vorschubwagen jederzeit exakt eingehalten werden.
Nachdem die Pontons ihre exakte Position zwischen den provisorischen Brückenpfeilern erreicht hatten, wurde die Strombrücke auf ihnen abgesetzt. Schließlich konnten die Pontons mit ihrem Tragegerüst und der Vorschubwagen weggefahren werden. Damit war das Einschwimmen der Waldschlößchenbrücke beendet. Es dauerte einschließlich der 10-tägigen Unterbrechung wegen instabiler hydrometeorologischer Verhältnisse insgesamt 17 Tage.

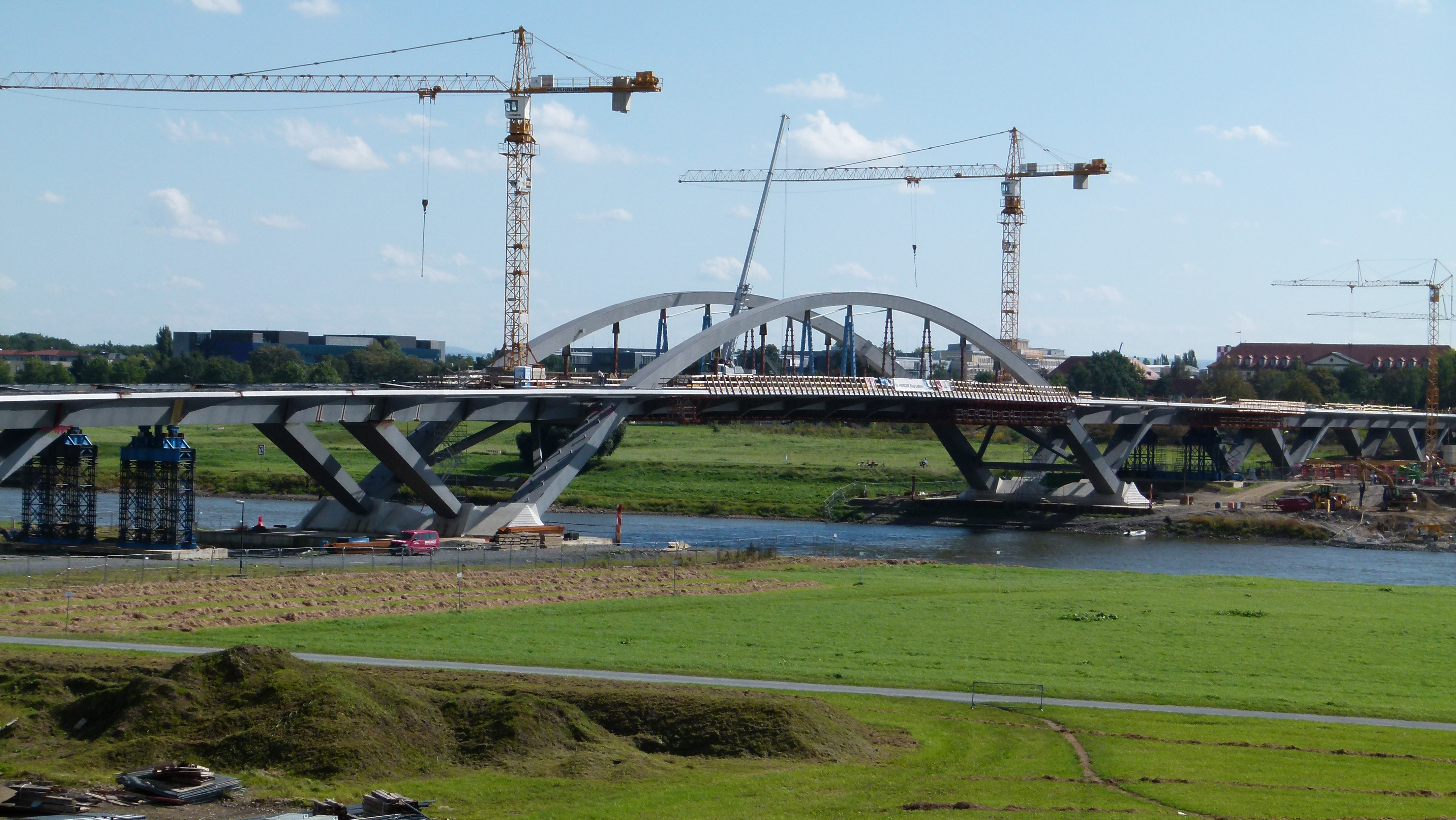
Die Strombrücke nach ihrer endgültigen Montage